# Белско войводство
Белското войводство (на полски: Województwo bełskie, на латински: Palatinatus Belzensis) е административно-териториална единица в състава на Полското кралство и Жечпосполита. Административен център е град Белз.
Войводството е създадено през 1462 година от крал Кажимеж IV Ягелончик, като резултат на преобразуване на Белското княжество. В Сейма е представено от четирима сенатори (войводата и трима кастелани). Към 1767 година административно е разделено на четири повята – Белски, Грабовецки, Хороделски и Любачевски, както и Буската земя.
В резултат на първата подялба на Жечпосполита почти цялата територия на войводството е анексирана от Хабсбургската държава. В Жечпосполита остават градовете Коритница и Дубенка с околните села. През 1793 година тази територия е присъединена към новосформираните Хелмско и Влоджимежко войводство. При третото разделяне на Жечпосполита (1795) Коритница и Дубенка са анексирани съответно от Руската империя и Хабсбургската държава.